# Dectobathra
Dectobathra là một chi bướm đêm thuộc họ Gelechiidae.